# Đội tuyển bóng đá U-21 quốc gia Tây Ban Nha
Đội tuyển bóng đá U-21 quốc gia Tây Ban Nha là đội tuyển bóng đá quốc gia dưới 21 tuổi của Tây Ban Nha và nằm dưới sự quản lý bởi Liên đoàn bóng đá Hoàng gia Tây Ban Nha, cơ quan quản lý bóng đá ở Tây Ban Nha.